# Podes
Podes (en asturiano y oficialmente Samartín de Podes) es una parroquia del concejo de Gozón en la Comarca de Avilés, Principado de Asturias, España.
La parroquia está situada en la rasa costera de la zona noroccidental del concejo, con una extensión de 7,18 km² y sumaba 324 habitantes en 2022 repartidos en varios núcleos de población. 
En el litoral acantilado nos encontramos con varias playas:
- Portazuelos
- Ribapachón
- Puerto Llampero
- Aguilera
- Carniciega

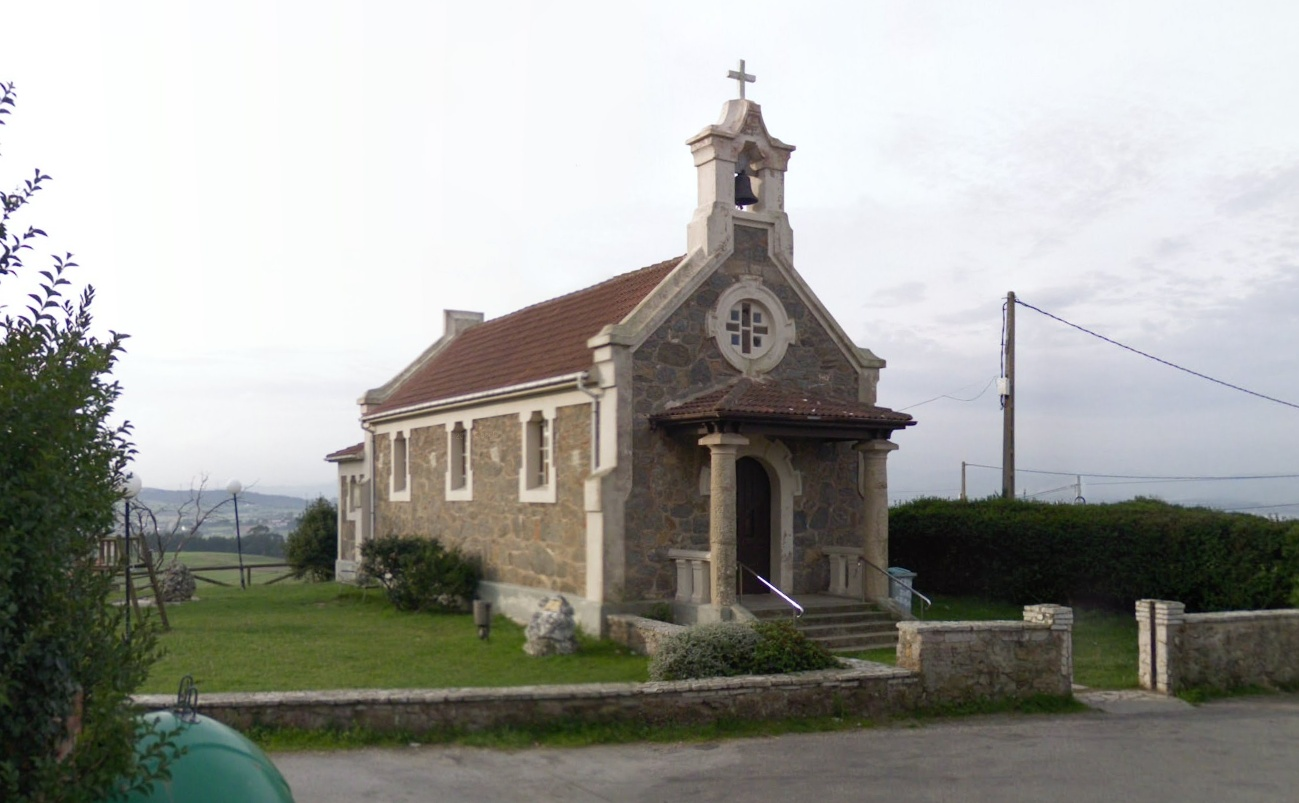
Capilla de San Roque en Monteril

El templo parroquial de San Martín corresponde al estilo popular asturiano del siglo XVIII, con nave única y cabecera rectangular cubiertas con bóvedas de crucería. Entre ambas se añadieron dos capillas laterales que proporcionan al conjunto forma de cruz latina, y un pórtico que cierra totalmente la fachada principal.
En Monteril hay una pequeña capilla dedicada a San Roque, con espadaña-campanario y pórtico con dos columnas. 
La parroquia conserva numerosos hórreos y paneras.
Celebra varias fiestas:
- La Sacramental, el 10 de agosto.
- San Roque, el 16 de agosto.
- La Virgen del Rosario, el primer domingo de octubre.

Posee un equipo de fútbol fundado en 1963, el Club Deportivo Podes Club de Fútbol, que juega en el Campo de Builla, situado en Lloreda, frente a la Capilla de San Roque.  La zona cuenta además con una cancha polideportiva apta para jugar a baloncesto, balonmano o futbol-sala dotada de luz artificial.
Dentro de su patrimonio hay que citar a la Casona del Conde del Real Agrado, de comienzos del siglo XX, con planta baja y piso, de estilo historicista, aunque en su fachada norte presenta una galería acristalada de madera de estilo popular sobre columnas de hierro.
Está comunicada a través de la carretera AS-328 (Avilés-Cabo de Peñas).

## Núcleos de población
Los núcleos que conforman la parroquia son:
| Núcleo    | Nombre oficial | Pob (2022) | Datos INE | Altitud (m.) |
| --------- | -------------- | ---------- | --------- | ------------ |
| El Campo  | El Campo       | 103        | [ 4 ]     | 85           |
| Genra     | La Xenra       | 111        | [ 5 ]     | 60           |
| La Granda | La Granda      | 52         | [ 6 ]     | 60           |
| Lloreda   | Lloreda        | 12         | [ 7 ]     | 95           |
| Monteril  | Montoril       | 46         | [ 8 ]     | 80           |

Otros lugares recogidos en la toponimia de la parroquia son: Armayor, La Cai, El Caleyón, La Campa, Carbayal, El Carbeyu, El Cellero, Cirvión, La Corona, La Cuesta, Fresno, La Furcada, La Guarida, Güía, L’Otero, La Pasada, El Puirtu, La Raba, El Regarín, La Reguera, El Teleférico, La Torre, Los Valles, Valpire, La Varota y Xagón.

## Demografía
Según los últimos datos recogidos del año 2024, Podes cuenta con una población de 327 habitantes (168 hombres y 159 mujeres).   
A continuación, se muestra la evolución demográfica desde el año 1900:  
| Gráfica de evolución demográfica de Podes entre 1900 y 2024                              |
|                                                                                          |
| Fuente: Instituto Nacional de Estadística de España - Elaboración gráfica por Wikipedia. |